# گوگانلو
گوگانلو، روستایی است از توابع بخش مرکزی شهرستان قوچان در استان خراسان رضوی ایران.

## جمعیت
این روستا در دهستان سودلانه قرار داشته و بر اساس سرشماری سال ۱۳۸۵ جمعیت آن ۱۷۴ نفر (۳۵ خانوار)
بوده است.
جعفر قلی زنگلی شاعر نامدار کرمانج اهل این روستاست.